# Brother Firetribe
Brother Firetribe é uma banda finlandesa de rock, mas eles descrevem suas músicas algo como um rock fácil de se ouvir.  A banda se formou em 2002 com o nome de False metal, esse foi o título do primeiro álbum do grupo.
A banda escolheu o novo nome inspirado em Veli Paloheimo, ex-tenista finlandês, cujo nome traduzido para inglês significa Brother Firetribe. O primeiro álbum da banda foi lançado com a Spinefarm Records em 7 de junho de 2006, o segundo também com a Spinefarm foi lançado em 17 de abril de 2008.

## Turnê europeia
Em 2009, a banda realizou ao lado do grupo sueco Pain uma turnê de 18 shows entre 31 de janeiro e 21 de fevereiro, a turnê foi chamada de European Cynic Campaign 2009.[carece de fontes?]

## Membros
- Pekka Ansio Heino - vocal
- Erno Vuorinen – guitarra
- Jason Flinck – baixo
- Tomppa Nikulainen – teclado
- Kalle Torniainen – bateria

## Discografia

### Álbuns de estúdio
- False metal (2006)
- Heart Full Of Fire (2007)
- Diamond in the firepit (2014)
- Sunbound (2017 )

### Singles
- One Single Breath (2006)
- I'm on Fire (2006)
- I Am Rock (2007)
- Heart Full of Fire... and Then Some (2008)
- Runaways (2008)
- For Better or for Worse (2014)
- Taste of a Champion (2016)
- Rock in the City (2020)